# Pisot-Zahl
Eine Pisot-Zahl oder Pisot–Vijayaraghavan-Zahl, benannt nach Charles Pisot (1910–1984) und Tirukkannapuram Vijayaraghavan (1902–1955), ist eine ganze algebraische Zahl {\displaystyle \alpha >1}, für die gilt, dass ihre Konjugierten {\displaystyle \alpha _{2}}, …, {\displaystyle \alpha _{d}} ohne {\displaystyle \alpha } selbst (also die anderen Wurzeln des Minimalpolynoms von {\displaystyle \alpha }) sämtlich innerhalb des Einheitskreises liegen: {\displaystyle \rho =\max\{|\alpha _{2}|,\ldots ,|\alpha _{d}|\}<1}. Mit „=“ statt „<“, also {\displaystyle \max\{|\alpha _{2}|,\ldots ,|\alpha _{d}|\}=1}, erhält man die Definition einer Salem-Zahl, benannt nach Raphaël Salem. Traditionell wird die Menge der Pisot-Zahlen mit S und die Menge der Salem-Zahlen mit T bezeichnet.

## Eigenschaften
Die Potenzen {\displaystyle \alpha ^{k}} einer Pisot-Zahl {\displaystyle \alpha } liegen exponentiell nah an ganzen Zahlen:
{\displaystyle \min {\bigl \{}|\alpha ^{k}-z|\,{\big |}\,z\in \mathbb {Z} {\bigr \}}\leq (d-1)\rho ^{k}}
Adriano M. Garsia wies 1962 nach, dass die Menge der reellen Zahlen {\displaystyle |\varepsilon _{n}\,\alpha ^{n}+\varepsilon _{n-1}\,\alpha ^{n-1}+\ldots +\varepsilon _{1}\,\alpha +\varepsilon _{0}|} mit {\displaystyle n} = 0, 1, 2, … und {\displaystyle \varepsilon _{0},\ldots ,\varepsilon _{n}\in \{-1,0,+1\}} diskret ist. Es ist ein ungelöstes Problem, ob diese Eigenschaft auch ein {\displaystyle \alpha >1}, das keine Pisot-Zahl ist, haben kann.
Raphaël Salem zeigte 1944 mit fourieranalytischen Methoden, dass die Menge der Pisot-Zahlen eine abgeschlossene Teilmenge der reellen Zahlen ist.

## Beispiele
Jede ganze Zahl größer als 1 ist eine Pisot-Zahl. Weitere Beispiele von Pisot-Zahlen sind die positiven Lösungen {\displaystyle \beta _{n}} der algebraischen Gleichungen
{\displaystyle x^{n}-x^{n-1}-x^{n-2}-\dots -1=0,}
für {\displaystyle n} = 2, 3, …, eine Folge mit {\displaystyle \beta _{n}\to 2}. Insbesondere ist die Goldene Zahl
{\displaystyle \Phi =\beta _{2}} = 1,61803 39887 49894 84820 …
eine Pisot-Zahl. Sie ist zudem der kleinste Häufungspunkt in der Menge der Pisot-Zahlen (Dufresnoy und Pisot 1955). Die beiden kleinsten Pisot-Zahlen sind
{\displaystyle \theta _{1}} = 1,32471 79572 44746 02596 …,
die reelle Lösung von {\displaystyle x^{3}-x-1=0}, und
{\displaystyle \theta _{2}} = 1,38027 75690 97614 11567 …,
die positive reelle Lösung von {\displaystyle x^{4}-x^{3}-1=0}.

## Anwendungen
Anwendungen von Pisot-Zahlen finden sich in der geometrischen Maßtheorie, im Zusammenhang mit Bernoulli-Faltungen, in der Dimensionstheorie und der Graphentheorie bei der Konstruktion von Pisot-Graphen.